# Viện Nghiên cứu lập pháp (Việt Nam)
Viện Nghiên cứu lập pháp là cơ quan thuộc Ủy ban Thường vụ Quốc hội, có chức năng nghiên cứu khoa học lập pháp, những vấn đề lý luận, thực tiễn về tổ chức và hoạt động của Quốc hội Việt Nam; tổ chức thông tin khoa học để hỗ trợ việc thực hiện các nhiệm vụ, quyền hạn của Quốc hội, các cơ quan của Quốc hội và đại biểu Quốc hội.

## Nhiệm vụ và quyền hạn
1. Nghiên cứu, tổ chức nghiên cứu để tham mưu, phục vụ Quốc hội, các cơ quan của Quốc hội, các cơ quan thuộc Ủy ban Thường vụ Quốc hội và đại biểu Quốc hội trong việc đổi mới cơ cấu tổ chức, phương thức hoạt động của Quốc hội và bộ máy tham mưu, giúp việc của Quốc hội, Ủy ban Thường vụ Quốc hội.
2. Chủ động hoặc theo yêu cầu của Quốc hội, các cơ quan của Quốc hội, các cơ quan thuộc Ủy ban Thường vụ Quốc hội và đại biểu Quốc hội thực hiện nghiên cứu, tổ chức nghiên cứu cơ sở lý luận, thực tiễn những vấn đề liên quan đến việc Quốc hội thực hiện quyền lập hiến, quyền lập pháp, quyết định các vấn đề quan trọng của đất nước và giám sát tối cao đối với hoạt động của Nhà nước.
3. Tư vấn, hỗ trợ đại biểu Quốc hội trong việc thực hiện quyền trình kiến nghị về luật, pháp lệnh; đề nghị xây dựng luật, pháp lệnh; hỗ trợ trong quá trình soạn thảo dự án luật, pháp lệnh, dự thảo nghị quyết do đại biểu Quốc hội trình trước Quốc hội, Ủy ban Thường vụ Quốc hội. Tham gia, phối hợp chặt chẽ với Hội đồng Dân tộc, các Ủy ban của Quốc hội và cơ quan thuộc Ủy ban Thường vụ Quốc hội trong quy trình lập pháp.
4. Chủ động hoặc theo yêu cầu của Quốc hội, các cơ quan của Quốc hội, các cơ quan thuộc Ủy ban Thường vụ Quốc hội và đại biểu Quốc hội tổ chức cung cấp thông tin khoa học, kết quả nghiên cứu khoa học lập pháp để phục vụ Quốc hội, các cơ quan của Quốc hội, các cơ quan thuộc Ủy ban Thường vụ Quốc hội, Đoàn đại biểu Quốc hội và đại biểu Quốc hội thực hiện nhiệm vụ, quyền hạn được giao.
5. Xuất bản Tạp chí Nghiên cứu lập pháp và Tạp chí Nghiên cứu lập pháp điện tử để đăng tải, cung cấp, trao đổi thông tin khoa học lập pháp và tuyên truyền, phổ biến thông tin khoa học lập pháp, thực tiễn lập pháp và văn bản quy phạm pháp luật do Quốc hội, Ủy ban Thường vụ Quốc hội ban hành; biên soạn các ấn phẩm, công trình nghiên cứu khoa học, tài liệu nghiên cứu.
6. Giúp Ủy ban Thường vụ Quốc hội quản lý nhà nước về khoa học và công nghệ trong các cơ quan của Quốc hội, các cơ quan thuộc Ủy ban Thường vụ Quốc hội, Đoàn đại biểu Quốc hội và Văn phòng Quốc hội theo quy định của pháp luật về khoa học và công nghệ; thực hiện nhiệm vụ cơ quan thường trực Hội đồng khoa học của Uỷ ban Thường vụ Quốc hội.
7. Thực hiện hoạt động hợp tác triển khai nghiên cứu, thông tin khoa học lập pháp với các cơ quan, tổ chức nghiên cứu, thông tin ở trong nước và nước ngoài; tiếp nhận, quản lý, khai thác, phổ biến kết quả nghiên cứu khoa học lập pháp, tài liệu, sản phẩm chứa đựng thông tin khoa học lập pháp từ các cơ quan, tổ chức, cá nhân trong nước và nước ngoài để cung cấp phục vụ Quốc hội, các cơ quan của Quốc hội, các cơ quan thuộc Ủy ban Thường vụ Quốc hội và đại biểu Quốc hội.
8. Thu hút chuyên gia và cộng tác viên tham gia hoạt động nghiên cứu và tổ chức cung cấp thông tin khoa học lập pháp.
9. Tổ chức các hội nghị, hội thảo phục vụ các dự án luật, pháp lệnh, dự thảo nghị quyết và thực hiện nhiệm vụ, quyền hạn khác theo quy định của pháp luật hoặc do Quốc hội, Ủy ban Thường vụ Quốc hội, lãnh đạo Quốc hội giao.

## Lãnh đạo

### Khóa 14
- Viện trưởng Nguyễn Văn Hiển (từ 1 tháng 6 năm 2019), sinh ngày 16 tháng 2 năm 1974, Đại biểu Quốc hội Việt Nam khóa 14 tỉnh Lâm Đồng
- Phó Viện trưởng Lê Hải Đường,[2] sinh ngày 3 tháng 2 năm 1971[3]
- Phó Viện trưởng Hoàng Văn Tú,[2] Phó giáo sư, Tiến sĩ,[4] sinh ngày 4 tháng 2 năm 1975[5]

## Tổ chức
Viện nghiên cứu lập pháp có năm cơ quan tương đương cấp vụ sau:
1. Trung tâm Nghiên cứu khoa học Nhà nước - Hành chính;
2. Trung tâm Nghiên cứu khoa học Kinh tế - Xã hội;
3. Tạp chí Nghiên cứu lập pháp;
4. Ban Quản lý khoa học;
5. Văn phòng Viện Nghiên cứu lập pháp.